# Вудлендс
Графство Вудлендс (англ. Woodlands County) — муніципальний район в Канаді, у провінції Альберта.

## Населення
За даними перепису 2016 року, муніципальний район нараховував 4754 жителів, показавши зростання на 10,4%, порівняно з 2011-м роком. Середня густина населення становила 0,6 осіб/км².
З офіційних мов обидвома одночасно володіли 185 жителів, тільки англійською — 4 565, а 5 — жодною з них. Усього 150 осіб вважали рідною мовою не одну з офіційних, з них 5 — одну з корінних мов, а 10 — українську.
Працездатне населення становило 72,4% усього населення, рівень безробіття — 14,3% (15,7% серед чоловіків та 12,6% серед жінок). 75,3% були найманими працівниками, 23% — самозайнятими.
Середній дохід на особу становив $62 103 (медіана $43 680), при цьому для чоловіків — $77 683, а для жінок $43 793 (медіани — $62 811 та $31 840 відповідно).
30,9% мешканців мали закінчену шкільну освіту, не мали закінченої шкільної освіти — 25,1%, 44,2% мали післяшкільну освіту, з яких 14,9% мали диплом бакалавра, або вищий.
| Статево-вікова структура населення | Статево-вікова структура населення | Статево-вікова структура населення | Статево-вікова структура населення | Статево-вікова структура населення |
| ---------------------------------- | ---------------------------------- | ---------------------------------- | ---------------------------------- | ---------------------------------- |
|                                    |                                    |                                    |                                    |                                    |
| Всього                             | Всього                             | 52,4%47,6%                         |                                    |                                    |
| 0 — 14 років                       | 0 — 14 років                       |                                    | 18,4%                              | 18,4%                              |
| 15 — 64 років                      | 15 — 64 років                      |                                    | 70,1%                              | 70,1%                              |
| 65 і більше                        | 65 і більше                        |                                    | 11,6%                              | 11,6%                              |
| 85 і більше                        | 85 і більше                        |                                    | 0,5%                               | 0,5%                               |
| Середній вік (років)               | Середній вік (років)               | 40,039,3                           | 39,7                               | 39,7                               |
| Медіана (років)                    | Медіана (років)                    | 42,441,7                           | 42,0                               | 42,0                               |
| — чоловіки — жінки                 |                                    |                                    |                                    |                                    |

| Походження мешканців:     | Походження мешканців:     | Походження мешканців: | Походження мешканців: | Походження мешканців: |
| ------------------------- | ------------------------- | --------------------- | --------------------- | --------------------- |
| Походження                |                           |                       | осіб                  | %                     |
| Корінні американці        | Корінні американці        |                       | 550                   | 11.58%                |
| Інше північноамериканське | Інше північноамериканське |                       | 1 730                 | 36.42%                |
| Європейське               | Європейське               |                       | 3 565                 | 75.05%                |
| британське                | британське                |                       | 2 355                 | 49.58%                |
| французьке                | французьке                |                       | 640                   | 13.47%                |
| українське                | українське                |                       | 560                   | 11.79%                |
| Карибське                 | Карибське                 |                       | 10                    | 0.21%                 |
| Латинськоамериканське     | Латинськоамериканське     |                       | 15                    | 0.32%                 |
| Азійське                  | Азійське                  |                       | 55                    | 1.16%                 |
| Океанійське               | Океанійське               |                       | 15                    | 0.32%                 |

| Зайнятість населення за галузями (за класифікацією NOC): | Зайнятість населення за галузями (за класифікацією NOC): | Зайнятість населення за галузями (за класифікацією NOC): | Зайнятість населення за галузями (за класифікацією NOC): | Зайнятість населення за галузями (за класифікацією NOC): |
| -------------------------------------------------------- | -------------------------------------------------------- | -------------------------------------------------------- | -------------------------------------------------------- | -------------------------------------------------------- |
|                                                          |                                                          |                                                          |                                                          |                                                          |
| Управління                                               | Управління                                               |                                                          | 12,7%                                                    | 12,7%                                                    |
| Бізнес, фінанси та адміністрування                       | Бізнес, фінанси та адміністрування                       |                                                          | 13,8%                                                    | 13,8%                                                    |
| Природничі та прикладні науки                            | Природничі та прикладні науки                            |                                                          | 5,4%                                                     | 5,4%                                                     |
| Охорона здоров'я                                         | Охорона здоров'я                                         |                                                          | 4,1%                                                     | 4,1%                                                     |
| Освіта, правозахист, муніципальні та урядові служби      | Освіта, правозахист, муніципальні та урядові служби      |                                                          | 5,9%                                                     | 5,9%                                                     |
| Мистецтво, культура, відпочинок та спорт                 | Мистецтво, культура, відпочинок та спорт                 |                                                          | 1,7%                                                     | 1,7%                                                     |
| Роздрібна торгівля та послуги                            | Роздрібна торгівля та послуги                            |                                                          | 13,8%                                                    | 13,8%                                                    |
| Гуртова торгівля, транспорт та обладнання                | Гуртова торгівля, транспорт та обладнання                |                                                          | 26,2%                                                    | 26,2%                                                    |
| Природні ресурси, сільське господарство                  | Природні ресурси, сільське господарство                  |                                                          | 10,3%                                                    | 10,3%                                                    |
| Виробництво                                              | Виробництво                                              |                                                          | 6,1%                                                     | 6,1%                                                     |

## Населені пункти
До складу муніципального району входить містечко Вайткорт, а також хутори, інші малі населені пункти та розосереджені поселення.

## Клімат
Середня річна температура становить 2,3°C, середня максимальна – 20,9°C, а середня мінімальна – -20,7°C. Середня річна кількість опадів – 558 мм.
| Клімат поселення                              | Клімат поселення | Клімат поселення | Клімат поселення | Клімат поселення | Клімат поселення | Клімат поселення | Клімат поселення | Клімат поселення | Клімат поселення | Клімат поселення | Клімат поселення | Клімат поселення | Клімат поселення |
| Показник                                      | Січ.             | Лют.             | Бер.             | Квіт.            | Трав.            | Черв.            | Лип.             | Серп.            | Вер.             | Жовт.            | Лист.            | Груд.            |                  |
| Середній максимум, °C                         | −7,79            | −3,22            | 2,77             | 9,88             | 16,02            | 20,04            | 20,89            | 20,38            | 15,16            | 9,93             | 0,43             | −6,81            |                  |
| Середня температура, °C                       | −14,21           | −9,65            | −3,65            | 3,46             | 9,59             | 13,60            | 15,73            | 15,20            | 9,99             | 4,78             | −4,76            | −11,97           |                  |
| Середній мінімум, °C                          | −20,65           | −16,06           | −10,09           | −2,98            | 3,16             | 7,18             | 10,57            | 10,04            | 4,84             | −0,41            | −9,92            | −17,14           |                  |
| Норма опадів, мм                              | 28               | 19               | 22               | 26               | 58               | 98               | 105              | 81               | 50               | 25               | 23               | 23               |                  |
| Середньомісячна швидкість вітру, м/с          | 2.91             | 3.07             | 3.01             | 3.09             | 3.00             | 2.80             | 2.60             | 2.50             | 2.61             | 2.90             | 2.80             | 2.90             |                  |
| Середньомісячна сонячна радіація, кДж/м²·день | 3135             | 6559             | 11690            | 16852            | 20212            | 21672            | 21886            | 18246            | 12286            | 7069             | 3407             | 2287             |                  |
| --------------------------------------------- | ---------------- | ---------------- | ---------------- | ---------------- | ---------------- | ---------------- | ---------------- | ---------------- | ---------------- | ---------------- | ---------------- | ---------------- | ---------------- |
| Джерело:                                      |                  |                  |                  |                  |                  |                  |                  |                  |                  |                  |                  |                  |                  |